# APOEL Futsal
APOEL Futsal – cypryjski klub futsalowy z siedzibą w mieście Nikozja, obecnie występuje w najwyższej klasie rozgrywkowej Cypru.

## Sukcesy
- Mistrzostwo Cypru (4): 2014, 2015, 2016, 2018
- Puchar Cypru (3): 2014, 2015, 2016
- Superpuchar Cypru (2): 2015, 2016